# Axel Boetticher
Axel Boetticher (* 2. Juli 1943 in Insterburg) ist ein deutscher Jurist und früherer Richter am Bundesgerichtshof.

## Biografie
Boetticher absolvierte nach dem Abitur eine Lehre als Bankkaufmann. Im Anschluss daran nahm er ein Studium der Rechtswissenschaft auf. 1974 wurde er an der Universität Göttingen mit der Dissertation „Die Anerkennung von Handelsgesellschaften und juristischen Personen im EWG-Bereich“ zum Dr. iur. promoviert. Seine juristische Ausbildung schloss Boetticher 1975 mit der Zweiten Juristischen Staatsprüfung ab.
Nach kurzer Tätigkeit als Rechtsanwalt trat Boetticher in den höheren Justizdienst der Freien Hansestadt Bremen ein, wo er zunächst als Richter auf Probe dem Landgericht und dem Amtsgericht Bremen zugewiesen wurde. 1978 wurde er zum Richter am Amtsgericht Bremen ernannt. Zwischen 1987 und 1990 war Boetticher als wissenschaftlicher Mitarbeiter an das Bundesverfassungsgericht, von 1990 bis 1992 zum Senator für Bundesangelegenheiten der Freien Hansestadt Bremen abgeordnet. Während der zweiten Abordnung wurde er zum Richter am Oberlandesgericht Bremen ernannt.
1995 wurde Boetticher zum Richter am Bundesgerichtshof ernannt. Hier war er zunächst Mitglied des für Rechtsstreitigkeiten aus dem Bereich des Gesellschaftsrechts zuständigen II. Zivilsenats. Ab 1997 gehörte er dem 1. Strafsenat an. Dort war er unter anderem Berichterstatter bei den Entscheidungen zur staatlich veranlassten Tatprovokation und zum Verstoß gegen die Europäische Menschenrechtskonvention (EMRK) (BGHSt 45, 321), zur Schweregradbeurteilung bei einer schweren anderen seelischen Abartigkeit (BGHSt 49, 45) und zum Lauschangriff im Krankenzimmer (BGHSt 50, 206).
Ende Juli 2008 trat Boetticher in den Ruhestand.